# Cosme Belaúnde
Cosme Belaúnde fue un político jujeño que actuó como gobernador de su provincia natal.

## Biografía
Cosme Belaúnde nació en San Salvador de Jujuy, hijo de Juan Bautista Belaúnde y de Melchora Alvarado.
Joven aún, se alistó en las fuerzas del presidente del Perú general Agustín Gamarra, alcanzando el grado de coronel. Tras su muerte en 1841 durante la Guerra entre Perú y Bolivia, Belaúnde regresó a su patria.
En 1848 fue nombrado por el gobernador jujeño José Mariano Iturbe Jefe de Policía y Mayor de Plaza, manteniendo el cargo hasta comienzos de 1849. Participó en el movimiento del 22 de febrero de ese año contra el gobernador Pedro Castañeda acompañando al coronel Mariano Santibáñez. 
Fue diputado ante la Legislatura provincial en representación de los departamentos de Rinconada (1854 a 1856) y Capital (1859 a 1861). El 18 de enero de 1867 fue elegido gobernador en reemplazo de Pedro José Portal, asumiendo el mando el 3 de febrero llevando como ministro a Tomás R. Alvarado.
Ese mismo año, el caudillo riojano Felipe Varela invadió la provincia de Salta. Belaúnde solicitó permiso a la Legislatura para ausentarse de la provincia y, tras delegar el gobierno a su ministro general, el 8 de septiembre de 1867 marchó a Salta con una división de milicias provinciales, siendo nombrado comandante en jefe de todas las fuerzas movilizadas en la provincia invadida. Situado en las inmediaciones de la ciudad de Salta, se negó a marchar a los valles al encuentro de los invasores, pese a la insistencia del gobernador salteño Sixto Ovejero y sus mismos oficiales. Pese a la crítica abierta, decidió retirarse al poco tiempo con el pretexto de "tomar posiciones y hacer guerra de recursos". 
Tras vencer a las milicias salteñas remanentes en el combate de Cachi del 5 de octubre, Varela ocupó Salta el 10 de ese mes, sosteniendo la posición sólo una hora ante las noticias de la aproximación del coronel Octaviano Navarro con fuerzas nacionales. Varela saqueó la ciudad y la campaña vecina, mientras muchos de sus vecinos se refugiaban en las afueras de San Salvador de Jujuy. Arreando el ganado capturado, Varela continuó su camino por territorio jujeño sin ser obstaculizado por Belaúnde, que concentró sus tropas en la capital, dejando la campaña de su provincia sin defensa y sometida al pillaje. Solo el presidente del cuerpo legislativo, Soriano Alvarado, con algunas tropas que había reunido de la Quebrada de Humahuaca, intentó ofrecer alguna resistencia; libró un combate en Los Perales sin mayores consecuencias. Seis días después, Varela pasó finalmente a Bolivia por la Quebrada de Humahuaca.
Belaúnde fue acusado oficialmente de negligencia e impericia en el manejo de la crisis y públicamente de cobardía, y al reunirse la Legislatura en sus sesiones ordinarias el 1 de enero de 1868 se vio obligado a renunciar, siendo reemplazado interinamente por Soriano Alvarado.